# Европейский пилорыл
Европейский пилорыл или обыкновенная пила-рыба (лат. Pristis pristis) — вид рыб рода пилорылов семейства пилорылых скатов отряда пилорылообразных. Эти скаты обитают в тропических и субтропических прибрежных водах всех океанов. Будучи эвригалинным видом заплывают в солоноватые воды и пресные реки. Встречаются на мелководье. Максимальная зарегистрированная длина 750 см. Длинный плоский вырост рыла пилорылов обрамлён по бокам зубцами одинаковой величины и имеет сходство с пилой. Внешне пилорылы больше похожи на акул, чем на скатов. У них удлинённое тело, имеются 2 спинных плавника и хвостовой плавник с развитой верхней лопастью.
Подобно прочим пилорылым скатам европейские пилорылы размножаются яйцеживорождением. Эмбрионы развиваются в утробе матери, питаясь желтком. В помёте до 13 новорождённых. Рацион состоит из донных беспозвоночных и мелких рыб. Вид находится на грани исчезновения.

## Таксономия
Впервые вид научно описан в 1758 году как Squalus pristis. Видовой эпитет повторяет название рода и семейства и происходит от слова πρίστις — «рыба-пила».
Скатов, принадлежащих к роду пилорылов условно разделяют на две группы с крупными и мелкими зубцами «пилы». Пилорылы с мелкими зубьями образуют комплекс видов Pristis pectinata (P. clavata, P. pectinata и P. zijsron), а с крупными — комплекс Pristis pristis (P. microdon, P. perotteti и P. pristis), который нуждается в дальнейших таксономических исследованиях. Вероятно, пилорылы с мелкими зубцами являются не отдельными видами, а подвидами либо представителями субпопуляций одного и того же вида, имеющего глобальное распространение. Генетически доказано существование трёх основных клад (Атлантической, Индо-Тихоокеанской и восточно-Тихоокеанской), однако они не соответствуют текущим ареалам видов пилорылов, относящихся к группе с мелкими зубцами. Международный союз охраны природы удалил профиль мелкозубого пилорыла, объединив его с профилем европейского пилорыла, поскольку согласно последним данным эти виды синонимичны.

## Ареал
Европейские пилорылы обитают в тропических и субтропических водах Атлантического океана и Индо-Тихоокеанской области. Они заходят в пресные воды рек и встречаются в 1340 км от моря, существуют устойчивые популяции в районе Сантарена и в озере Никарагуа.
Согласно данным Международного союза охраны природы существуют 4 самостоятельные субпопуляции европейского пилорыла: восточно-атлантическая, западно-атлантическая, восточно-тихоокеанская и индо-тихоокеанская.
В восточной части Атлантического океана ареал европейских пилорылов исторически простирался от Анголы до Мавритании. Ранее они были широко распространены у берегов Западной Африки. Однако за последние 10 лет их присутствие было подтверждено лишь в водах Гвинеи-Бисау и Сьерра-Леоне.
В западной Атлантике эти скаты распространены в тропических и субтропических морских водах и эстуариях рек. Они попадаются от побережья Уругвая, стран Центральной Америки и Карибского бассейна до Мексиканского залива, ранее сезонно появлялись у берегов США. В настоящее время они в основном обитают в пресной воде Центральной и Южной Америки, а также у берегов Бразилии, Французской Гвианы, Суринама, Гайаны, Колумбии, Панамы, Коста-Рики, Никарагуа, Гондураса и Белиза.
В восточной части Тихого океана их исторический ареал был ограничен прохладным Калифорнийским течением на севере и Перуанским течением на юге. Ареал индо-тихоокеанской популяции простирался от Бенгальского залива до Новой Гвинеи и северного побережья Австралии. В настоящее время эти скаты попадаются в речных системах Папуа Новой Гвинеи, Индонезии, Малайзии, Камбоджи, Вьетнама и Филиппин. В некоторых местах обитания они полностью исчезли, например, на Сейшельских островах, в водах ЮАР и Таиланда. Северная Австралия может стать последним оплотом жизнеспособной популяции этого вида в этой области, хотя, вероятно, сохранится лишь в отдалённых районах.
Европейские пилорылы держатся на мелководье не глубже 10 м у морского побережья, в эстуариях рек и пресноводных водоёмах. В озере Никарагуа их присутствие зафиксировано на глубине 122 м. На севере Австралии новорождённые появляются на свет в солоноватых водах, первые 4—5 лет жизни проводят в пресноводных реках, а затем перемещаются в эстуарии и в море.

## Описание
Удлинённый плоский рострум европейского пилорыла по обе стороны усеян зубовидными выростами. Он покрыт электрорецепторами, улавливающими малейшее движение потенциальной добычи, зарывшейся на дне. Зубья крепко и глубоко закреплены в твёрдой хрящевой ткани и не отрастают заново, будучи повреждены. Длинное пластинчатое рыло имеет от 16 до 20 пар зубцов с каждой стороны.
У европейского пилорыла немного уплощённое длинное тело. Рот, ноздри и жаберные щели, как и прочих скатов, расположены на вентральной поверхности. Во рту имеются небольшие зубы. Позади мелких глаз расположены брызгальца, которые прокачивают воду через жабры и позволяют скатам неподвижно лежать на дне. Имеются 2 довольно крупных спинных плавника примерно одинакового размера, широкие грудные и уступающие им по размеру брюшные плавники треугольной формы, хвостовой плавник с развитой верхней лопастью. Анальный плавник отсутствует. Кожа плотно покрыта плакоидной чешуёй. Дорсальная поверхность тела серо-коричневого цвета, вентральная светлая. Максимальная зарегистрированная длина составляет 7,5 м, хотя в среднем она не превышает 2,5 м.

## Биология
Европейские пилорылы держатся у дна, они питаются ракообразными, моллюсками и мелкой рыбой. С помощью рыла в поисках пищи они вскапывают грунт, ранят им жертву, а также обороняются от врагов, которыми в естественной среде являются акулы, морские млекопитающие и крокодилы. Их «пила» усеяна электрорецепторами, помогающими обнаруживать добычу в мутной воде.
Подобно прочим пилорылым скатам европейские пилорылы размножаются яйцеживорождением. Оплодотворение внутреннее, эмбрионы развиваются в утробе матери и питаются желтком. Эти скаты медленно растут и созревают, у них малочисленный приплод. У самок, обитающих в озере Никарагуа и на севере Австралии, функционируют оба яичника, хотя левый крупнее и продуцирует больше яиц. В помёте 1—13 новорождённых длиной 72—90 см. Беременность длится около 5 месяцев, при этом самки приносят потомство ежегодно, тогда как в западной Атлантике цикл размножения двухгодичный. Самцы и самки достигают половой зрелости при длине 280—300 и 300 см соответственно. Возраст половозрелых особей оценивается в 8—10 лет. На основании данных о жизненном цикле этого вида период удвоения численности популяции в идеальных условиях (отсутствие промысла, негативных последствий инбридинга и деградации среды обитания) оценивается в 10,3—13,6 лет. Продолжительность жизни может составлять до 80 лет.
На европейских пилорылах паразитируют моногенеи Dermopristis paradoxus, Erpocotyle caribbensis, Pristonchocotyle intermedia, Nonacotyle pristis и Pristonchocotyle papuensis, цестоды Anthobothrium pristis, Phyllobothrium pristis, Floriparicapitus juliani и Pterobothrium fragile, нематоды Terranova circularis и Terranova pristis и веслоногие рачки Caligus furcisetifer и Ergasilus sp..

## Взаимодействие с человеком
Пилорылы долгое время были объектом коммерческого промысла. Мясо этих рыб, особенно плавники, которые являются ингредиентом знаменитого супа, высоко ценится. Жир печени используют в народной медицине. Цена за рострум может достигать 1000 долларов и более. Зазубренный рострум делает их очень уязвимыми — они могут запутаться в сетях и мусоре, плавающем в воде. Международный союз охраны природы присвоил этому виду охранный статус «На грани исчезновения» из-за ухудшения экологической ситуации и перелова. С 2007 года торговля всеми видами пилорылых скатов, в том числе их плавниками, мясом, органами, кожей, рострумом и ростральными зубьями, находится под запретом. Несмотря на это браконьерский промысел продолжает угрожать существованию этих рыб.